# Le Noyer (Cher)
Le Noyer település Franciaországban, Cher megyében. Lakosainak száma 236 fő (2022. január 1.). Le Noyer La Chapelotte, Jars és Sens-Beaujeu községekkel határos.

## Népesség
A település népessége az elmúlt években az alábbi módon változott:
| Lakosok száma | 398  | 296  | 265  | 271  | 229  | 220  | 219  | 217  | 215  | 236  |
|               | 1968 | 1982 | 1990 | 2006 | 2013 | 2015 | 2017 | 2019 | 2020 | 2022 |